# 4-acetoxy-DET

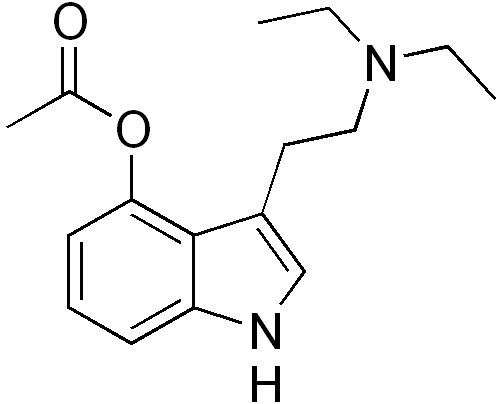
Strukturformel

4-acetoxy-DET (4-acetoxi-N,N-dietyltryptamin), även känt som 4-AcO-DET, etacetin, etylacybin, Blue Mystic 3 eller BM3 är en psykedelisk drog och en hallucinogen tryptamin med en effekt liknande den vid intag av psilocybin. Den syntetiserades första gången 1958 av Albert Hofmann i Sandoz-laboratoriet. Molekylstrukturen är väldigt lik psilocybin.
4-Acetoxy-DET är klassad som hälsovådlig.